# Gattico-Veruno
Gattico-Veruno (Gàtich e Vrum in piemontese) è un comune italiano sparso di 5 264 abitanti della provincia di Novara in Piemonte, istituito il 1º gennaio 2019 con la Legge Regionale n. 26 del 21 dicembre 2018 mediante fusione dei comuni di Gattico e Veruno.
La sede comunale si trova nella località di Gattico.

## Geografia fisica
Il territorio comunale sorge nella zona collinare del medio novarese, ad un'altitudine compresa tra i 272 ed il 407 m s.l.m., tra le valli del Ticino a est e dell'Agogna a ovest. Sostanzialmente privo di corsi d'acqua rilevanti, il territorio è coperto per lo più da boschi di latifoglie (a nord e sud in particolare) e da coltivazioni a prato, seminativi e viti.

## Storia
Nel referendum consultivo regionale per la fusione, svoltosi l'11 novembre 2018, non era previsto il raggiungimento di un quorum ed in entrambi i comuni ha prevalso l'astensionismo e, tra il 36% degli aventi diritto al voto che hanno votato ha prevalso il No. Visto il forte astensionismo e l'esiguo numero di voti per il no,  l'iter per la fusione è stato portato avanti e si è concluso con l'istituzione del nuovo ente.

### Simboli
Lo stemma e il gonfalone sono stati concessi con decreto del presidente della Repubblica del 27 settembre 2021.
Lo stemma riunisce gli elementi presenti negli stemmi di Gattico e di Veruno.
Il gonfalone è un drappo di bianco.

## Monumenti e luoghi d'interesse

### Architetture religiose
Il comune ospita 5 chiese parrocchiali:
- Chiesa parrocchiale dei Santi Cosma e Damiano a Gattico
- Chiesa parrocchiale di Sant'Ilario di Poitiers a Veruno
- Chiesa parrocchiale dei Santi Nazzaro e Celso a Maggiate Inferiore
- Chiesa parrocchiale di San Giacomo Maggiore a Maggiate Superiore
- Chiesa parrocchiale di Santo Stefano a Revislate

#### Pieve di San Martino
Il periodo medievale ha lasciato interessanti testimonianze, soprattutto per quanto riguarda l'architettura romanica. Nel periodo a cavallo tra alto e basso medioevo la pieve di Gattico - come molte altre in tutta la pianura padana - conobbe una notevole crescita: seppur meno ricca e potente di altre pievi del territorio (ad esempio quella di Cureggio), la pieve "de gatego" promosse la costruzione di diversi edifici religiosi. Il primo documento in cui si parla di Gattico è legato proprio alla storia della pieve ed è datato 25 giugno 1132: tra le pievi della diocesi novarese è citata anche quella di Gattico "cum capellis suis". La circoscrizione ecclesiastica comprendeva i piccoli insediamenti oggi compresi nel territorio comunale, ma anche territori degli attuali comuni di Borgomanero e Oleggio Castello.
La chiesa plebana dedicata a San Martino è un edificio a tre navate absidate posto a nord del paese, a poche centinaia di metri dalla strada che conduce ad Arona: costruita nella prima metà del XII secolo lungo l'antico percorso verso Borgo Agnello, decadde in parte per l'aggregarsi dell'attuale abitato intorno al castello, in parte a causa di un evento distruttivo (forse un incendio) che nel XV secolo causò ingenti danni; parte delle pietre servirono per la costruzione del campanile della chiesa di San Cosma e Damiano, che assunse il titolo di sede plebana.
I restauri degli anni Ottanta-Novanta hanno visto il consolidamento con ripristino di un pilastro crollato e del paramento murario esterno delle absidi. 

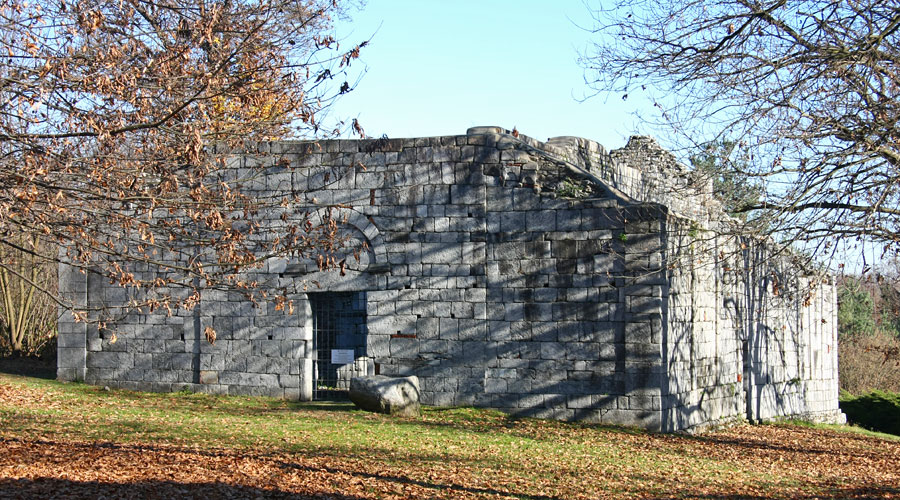
La pieve di San Martino
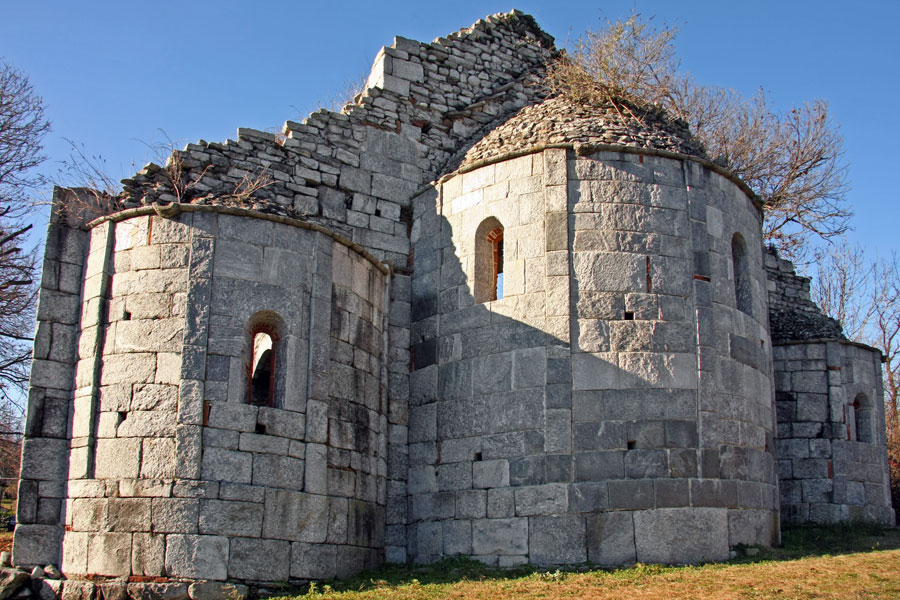
Absidi della chiesa
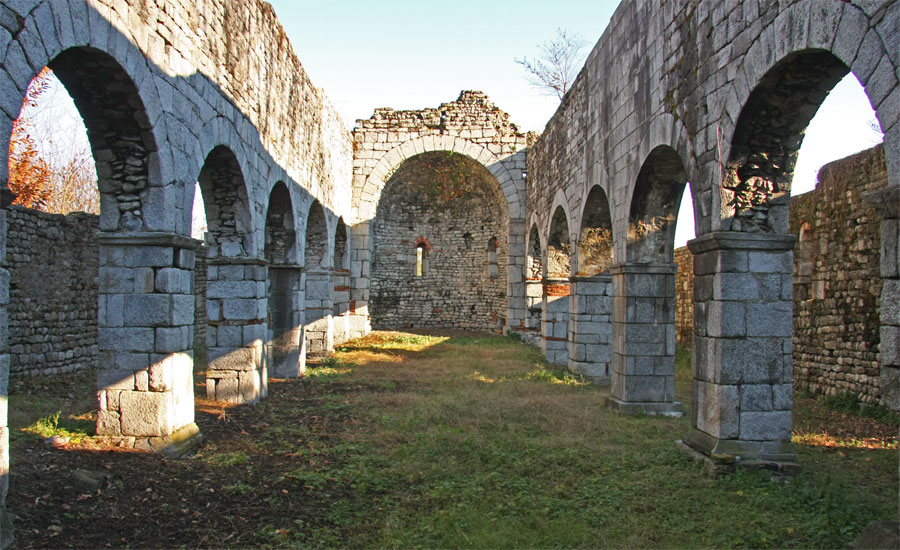
Resti nelle navate interne

#### Cappelle romaniche
A breve distanza dalla Pieve di San Martino sorge l'oratorio di Sant'Igino, ridotto a rustico dell'omonima cascina: costruito nel XII secolo, venne abbandonato nel Seicento su richiesta del vescovo di Novara Carlo Bescapè. Analoga vicenda caratterizzò l'oratorio di Sant'Andrea, eretto nei pressi della fortificazione detta "castellaccio", a nord-ovest del paese di Gattico: oggi è usata come abitazione e rustico, ma conserva perfettamente leggibili le tre fasi costruttive (X-XII secolo) e la splendida abside con fornici.
A Veruno si trova la Chiesa di Santa Maria Assunta risalente al XIII-XIV secolo ma ampliata nel XV secolo.
Altre due cappelle romaniche sono testimoniate nel territorio comunale: Sant'Ambrogio, oggi completamente scomparsa, sorgeva nei pressi del castello al centro dell'abitato di Gattico e fu demolita nel 1595 per ordine del vescovo Bascapè; di Santa Maria di Muggiano sopravvivono invece scarsi resti, coperti dalla vegetazione, presso l'omonimo cascinale sulla strada verso Oleggio Castello.

#### Altri edifici religiosi
Presso il centro di Gattico sorge anche l'oratorio campestre di San Rocco, costruito nel 1818 a partire da una semplice cappelletta. Cinquecentesca è anche la chiesetta rurale della Madonna della Neve a Maggiate Inferiore. Settecentesca è invece la chiesa della Madonna di Campagna a Gattico, citata nel 1733.

### Architetture civili
Tra gli edifici civili si segnalano a Gattico le due ville appartenenti alla famiglia Leonardi, entrambe costruite nell'Ottocento: la più antica è circondata dalle case coloniche e dai rustici, mentre quella più recente è caratterizzata da un elegante giardino all'inglese.
A Veruno si trova invece la seicentesca Villa Elisa.

#### Il Muggiano

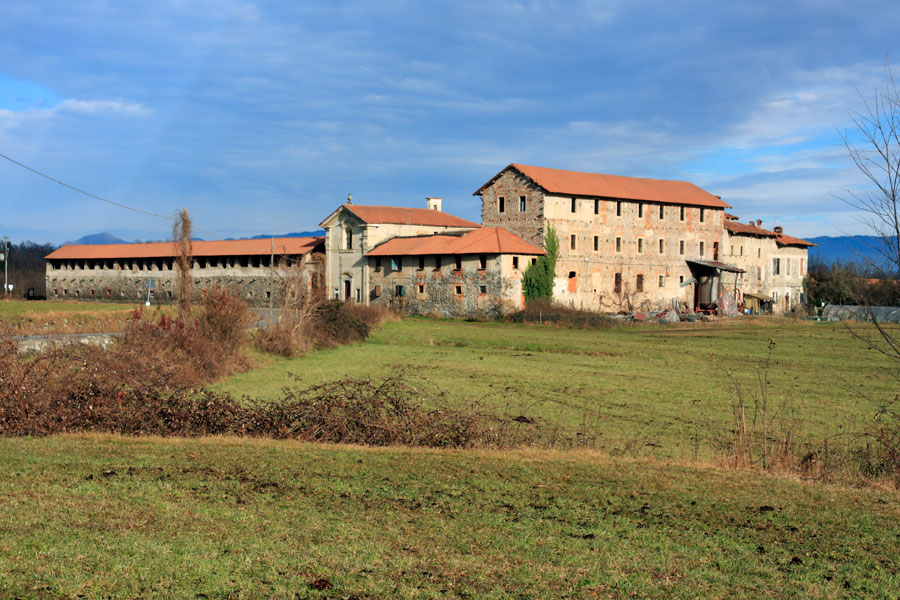
Cascinale di Muggiano

Antico insediamento significativo, il cascinale di Muggiano ("mozano de gatego") si trova lungo la strada che collega Gattico a Oleggio Castello. La località fu sede di un insediamento rurale romano, testimoniato da diversi ritrovamenti archeologici, compresa un'epigrafe funeraria. Ad esso si sostituì e si sovrappose, nel Medioevo, una corte fortificata, divenuta successivamente la sede principale dei signori di Gattico, i Da Castello, almeno fino al Settecento inoltrato.
In origine la corte era composta dalle case di contadini e dalla villa con torre a est e dalle stalle e altre case sul lato ovest; nel Settecento fu edificata sul lato ovest la cappella di S.Maria della Neve, mentre nell'Ottocento fu chiusa sugli altri due lati, con la costruzione di nuove case e di un grande edificio destinato a deposito di granaglie. In età moderna la corte (indicata con il nome di Muggiano Inferiore) fu affiancata da un mulino nella sottostante valletta del fosso Rese e successivamente da un altro grande cascinale, il Muggiano Superiore.

I due insediamenti più recenti sono oggi completamente abbandonati e pericolanti, mentre il Muggiano Inferiore è ancora utilizzato come corte agricola, anche se non vi sono residenti. Gli edifici sono in parte in buono stato, in parte pericolanti (il lato est, compresa la villa cinquecentesca).

### Architetture militari

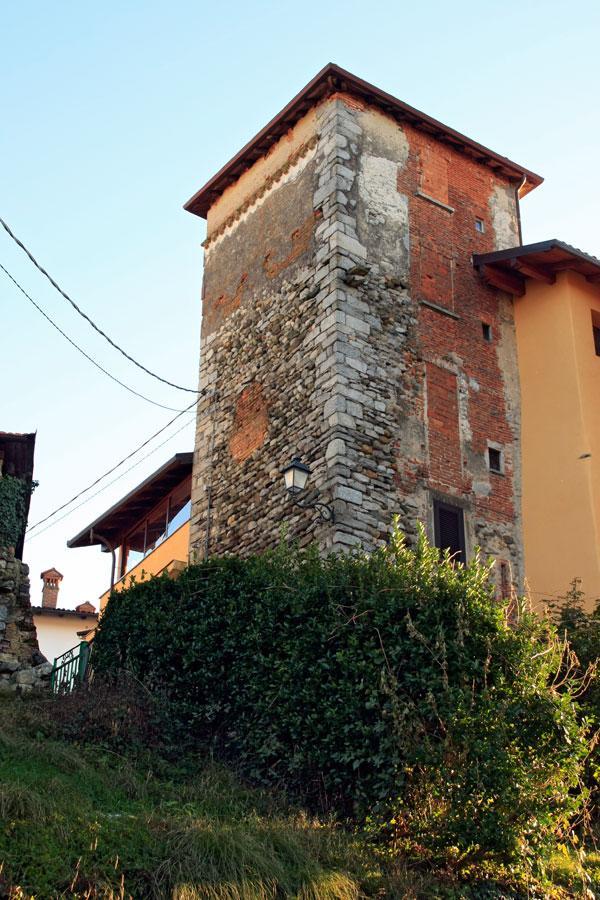
Torre di Maggiate Superiore

Numerosi furono gli insediamenti fortificati nel territorio dell'odierno Comune: al centro di Gattico si trovano gli scarsi resti (un'abitazione a torre con finestre gotiche e alcune pertinenze) dell'antico castello presso cui sorgeva anche la cappella di Sant'Ambrogio, distrutto una prima volta nel 1311 dai ghibellini novaresi e poi nel 1410 da Facino Cane. Presso la frazione di Maggiate Superiore è ancora presente una torre di vedetta risalente al XII secolo e facente parte del castello distrutto nel 1358 da Galeazzo Visconti. Nessuna struttura rimane invece del "castellaccio de quarexono", se si esclude l'oratorio romanico di Sant'Andrea, che dà oggi il nome alla cascina isolata.

### Altro
Nel cuore del bosco di Gattico si arriva a un imponente masso erratico, di circa 4 m di altezza, 8 m di lunghezza e 3,5 di larghezza. Si tratta del Sas Malò, che la tradizione vuole depositato in quel luogo da perfide streghe durante un'alluvione.
 Secondo la leggenda, sotto il masso, si trova il covo delle megere, tra cui la famosa MangiaMatài, ovvero la strega mangia bambini. Le antiche tribù dei Galli Celti che abitavano in queste terre riconobbero in esso un severo e minaccioso monito degli dei e per placare la loro ira celebravano sul sasso riti propiziatori offrendo preghiere e sacrifici nelle notti di luna piena. Chiamato Sassum Malum dai romani, che significa Sasso della Digrazia, Sasso Maledetto. Sempre secondo la leggenda visitarlo costituisce un punto fondamentale della vita: chi non ci va sarà dannato per l'eternità.

## Società

### Evoluzione demografica
Abitanti censiti

## Amministrazione
Di seguito è presentata una tabella relativa alle amministrazioni che si sono succedute in questo comune.
| Periodo          | Periodo        | Primo cittadino   | Partito                                     | Carica  | Note                                                                              |
| ---------------- | -------------- | ----------------- | ------------------------------------------- | ------- | --------------------------------------------------------------------------------- |
| 21 dicembre 2018 | 26 maggio 2019 | Andrea Zonca      | Lista civica "Arco. Per continuare insieme" | Sindaco | Sindaco di Gattico dal 2014 e dal 2018 del neo istituito Comune di Gattico-Veruno |
| 26 maggio 2019   | 9 giugno 2024  | Federico Casaccio | Lista civica "inComune"                     | Sindaco |                                                                                   |
| 9 giugno 2024    | in carica      | Federico Casaccio | Lista civica "inComune"                     | Sindaco |                                                                                   |

## Cultura
Nel 1914 è stata costituita la prima banda musicale verunese che, con l'attuale nome Società Filarmonica Verunese, ha potuto festeggiare nel 2014 il centenario della propria fondazione. È diretta dal Maestro Maurizio Sacchi e presieduta da Renzo Bicelli.
Nel 1995 è stata fondata la Corale Sant'Ilario, diretta da Paolo Lombardo
Nel 2004 viene creata l’associazione culturale Ver1 Musica, che ha lo scopo principale organizzare il settembre musicale verunese, festival di progressive rock tra i più importanti in Italia e nel mondo.

## Sport
In località Gattico è presente un impianto sportivo gestito dall'associazione sportiva dilettantistica Gattico Rugby.
In località Veruno sono presenti un campo di calcio gestito dalla società calcistica Soccer Gattico-Veruno che milita in terza categoria e un campo di bocce gestito da Bocciofila Veruno Asd